# Station Abbeville-Porte-du-Bois
Station Abbeville-Porte-du-Bois, plaatselijk ook wel bekend als station Porte du Bois, is een voormalig Frans treinstation  gelegen op het grondgebied van de gemeente Abbeville in het departement van de Somme, in de regio Hauts-de-France.
Het heeft de bijzonderheid dat feitelijk bestaat uit twee stopplaatsen, waarvan de respectievelijke reizigersgebouwen zich aan weerszijden van een overweg bevinden; een station op een hoofdlijn met normaalspoor, en een halte op een secundaire lijn met metrische spoorbreedte),  De halte op de hoofdlijn is in 1879 in gebruik genomen door de Compagnie du Nord en in 1956 gesloten door de SNCF. De halte aan de smalspoorlijn is in 1892 geopend en gesloten in 1947 door de SE.

## Ligging

### Het station
Het station van Abbeville-Porte-du-Bois bevindt zich op kilometerpunt (PK) 130,7 van de enkelspoor lijn Fives naar Abbeville, waarvan het deel tussen Saint-Pol-sur-Ternoise en Abbeville buiten gebruik genomen is. Dit station bevond  tussen de gesloten halte Caours en het nog in gebruik zijnde station van Abbeville  ; het voorgaande nog in gebruik zijnde open station is Saint-Pol-sur-Ternoise. Het station had een perron met een lengte van ongeveer 180 meter.

### De halte van de smalspoorlijn

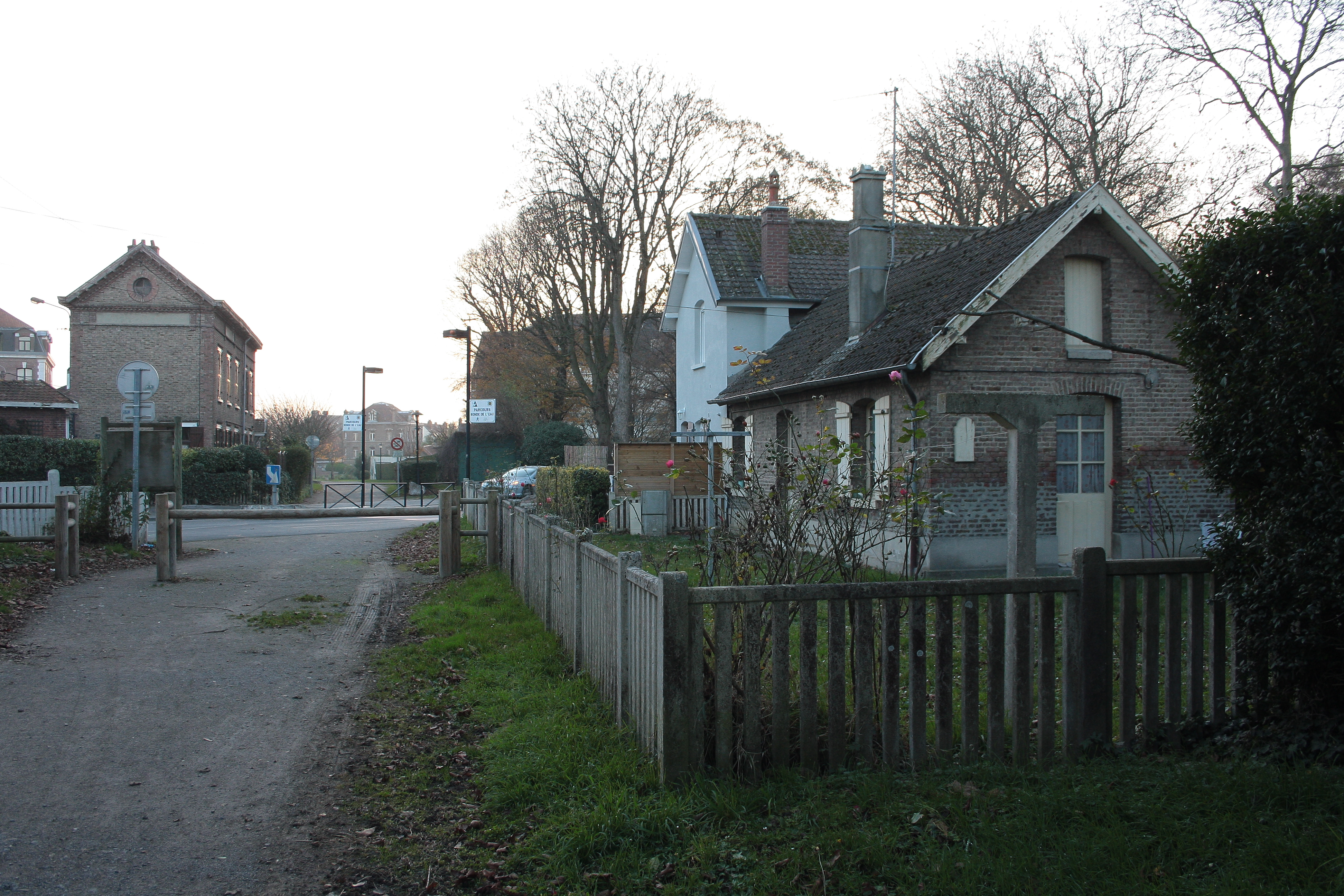
Voormalige reizigersgebouwen van de halte (rechts) en het station (op de achtergrond, links), november 2014.

Het andere reizigersgebouw bevindt zich aan de andere kant, ten noorden van het spoor, ter hoogte van kilometerpunt 3,887  van de voormalige smalspoorlijn Abbeville - Dompierre. De naastgelegen haltes van deze lijn zijn verdwenen, respectievelijk Abbeville-Porte-Saint-Gilles, en Drucat.
De tracés van de lijnen scheiden zich iets naar het noordoosten, respectievelijk richting  Lille en Dompierre.

## Restanten

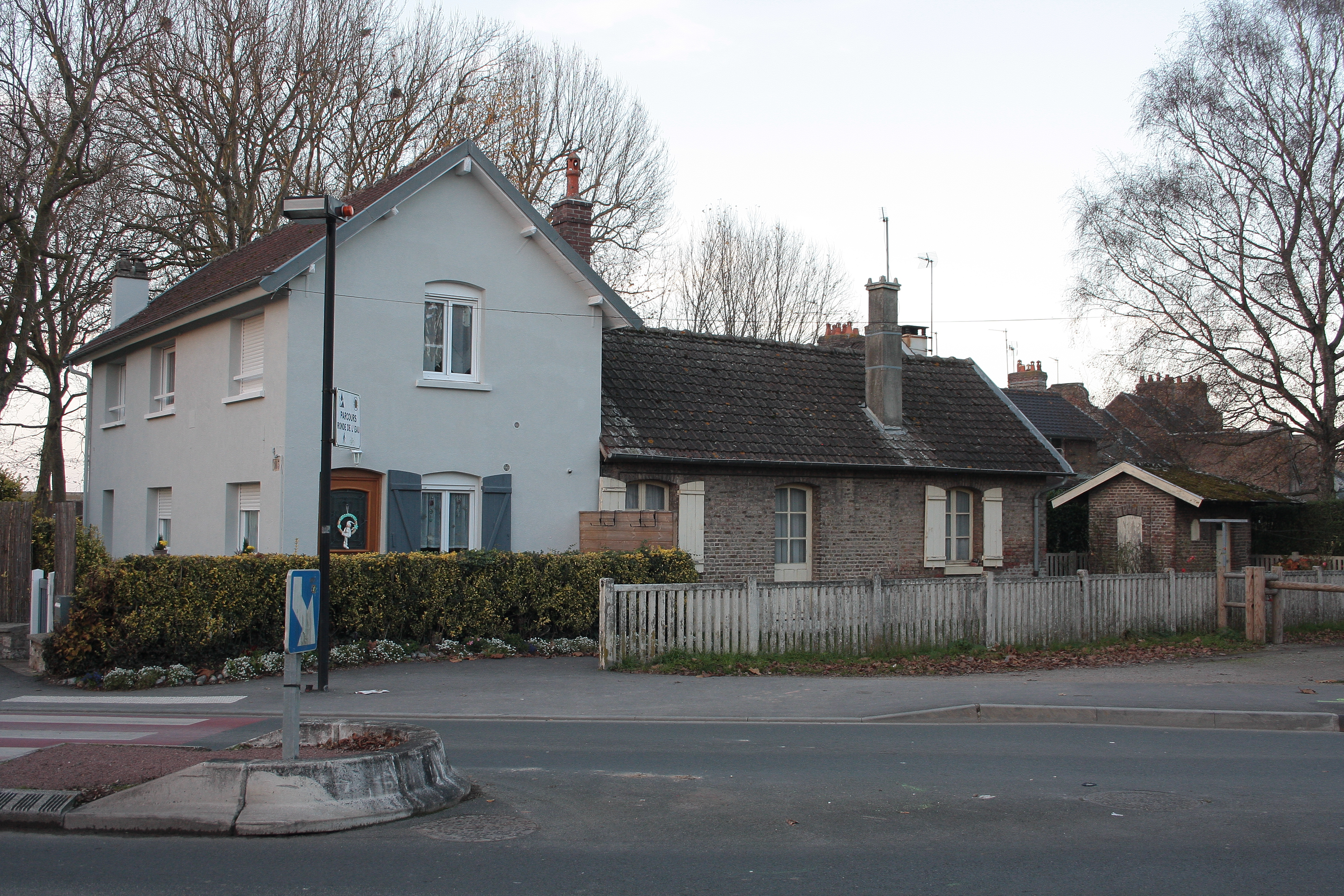
Voormalig reizigersgebouw en bijbehorend toiletgebouwtje van de halte en het overwegwachtershuis, november 2014.

Alles resterende spoorwegelementen, (rails ballast, taluds) zijn verdwenen, op de reizigersgebouwen na, die tot woonhuis verbouwd zijn. Het tracé van de lijn Fives in Abbeville (dat eind 1989 werd gesloten, en op 17 oktober 1994 opgeheven is, is een fietspad geworden.